# Observatorio Mills

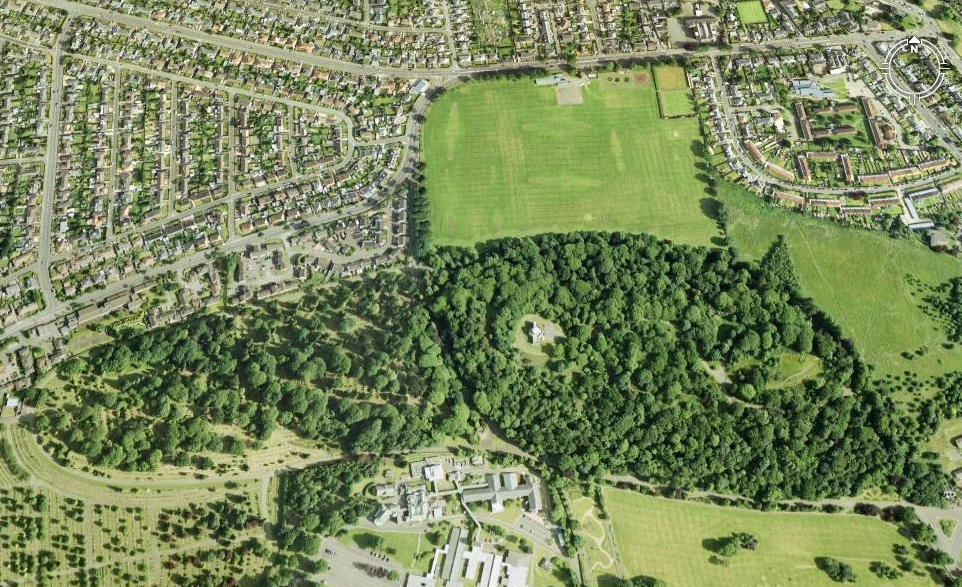
Vista aérea del Observatorio de Mills y de su entorno

El Observatorio Mills (nombre original en inglés: Mills Observatory) está situado en Dundee (Escocia). Fue el primer observatorio astronómico construido específicamente para su uso público en el Reino Unido. Fundado en 1935, es una edificación de arenisca en estilo clásico. Posee una reconocible cúpula de 7 m de diámetro que alberga un telescopio refractor de la época victoriana, un pequeño planetario y salas de exhibición. El domo, con un revestimiento de pasta de papel, es uno de los dos únicos ejemplos de este tipo de construcción que se conservan en el Reino Unido (el otro es el Observatorio Godlee).

## Telescopios
El telescopio principal es un reflector Dobsoniano de 400 mm (16 pulgadas) adquirido en 2013. El observatorio también alberga un telescopio refractor Cooke de 250 mm (10 pulgadas) de la época victoriana, con una longitud focal de 3,75 m, fabricado en York en 1871 por Thomas Cooke. El telescopio es de hecho más antiguo que el edificio. El domo también alberga un telescopio de 300 mm (12 pulgadas) Schmidt-Cassegrain adquirido en 2006. Cuando el observatorio se inauguró el 28 de octubre de 1935, albergaba un telescopio reflector de 450 mm (18 pulgadas), fabricado por la compañía Grubb Parsons de Newcastle. El domo está construido con un revestimiento de pasta de papel sobre un armazón de acero, y fue también suministrado por Grubb Parsons.

## Planetario
El planetario, con un aforo de 20 localidades, utiliza un proyector Viewlex Apolo, con capacidad para mostrar alrededor de 1000 estrellas, los cuerpos del sistema solar, la Vía Láctea y diversas galaxias.

## Balgay Hill
El Observatorio Mills está construido en la cumbre de Balgay Hill, una boscosa colina perteneciente a un parque situado una milla al oeste del centro de la ciudad de  Dundee.

## Senda planetaria

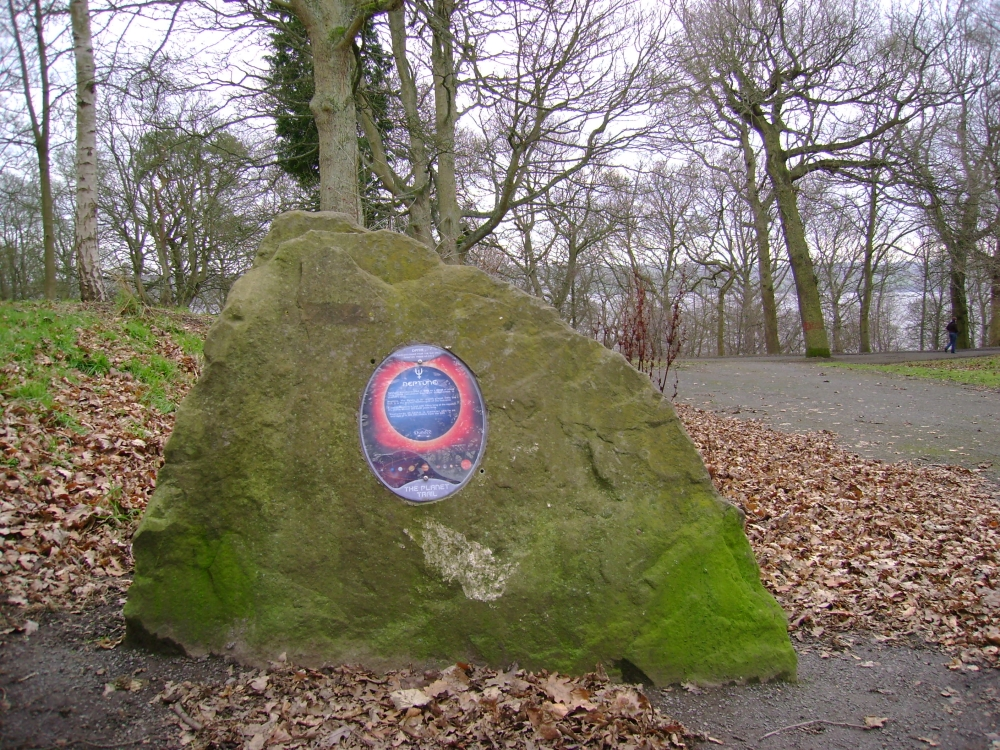
Senda planetaria

Un sendero de 350 m de longitud situado junto al observatorio reproduce a escala las posiciones de los cuerpos del sistema solar mediante una serie de hitos.

## Historia

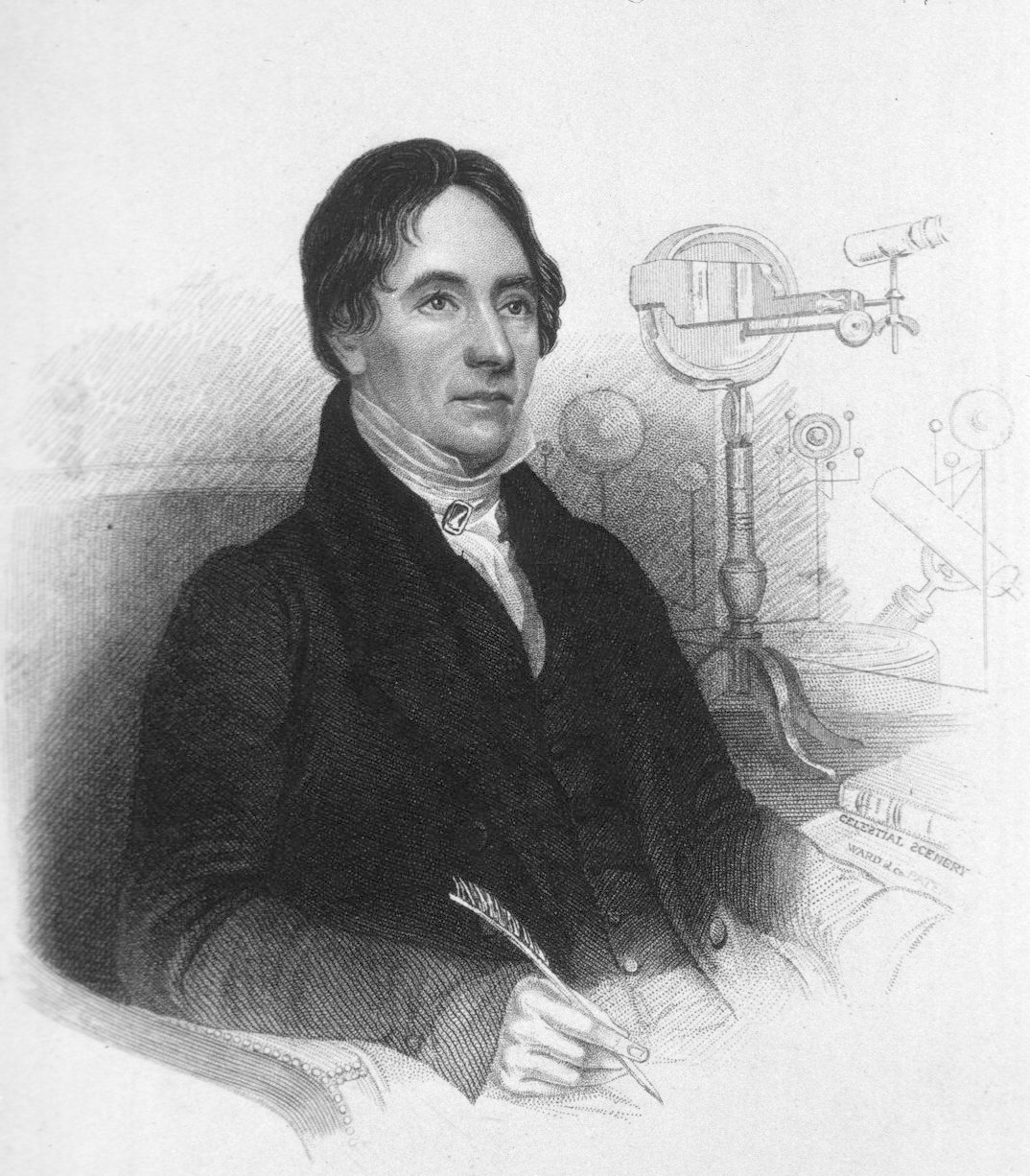
Rev. Thomas Dick

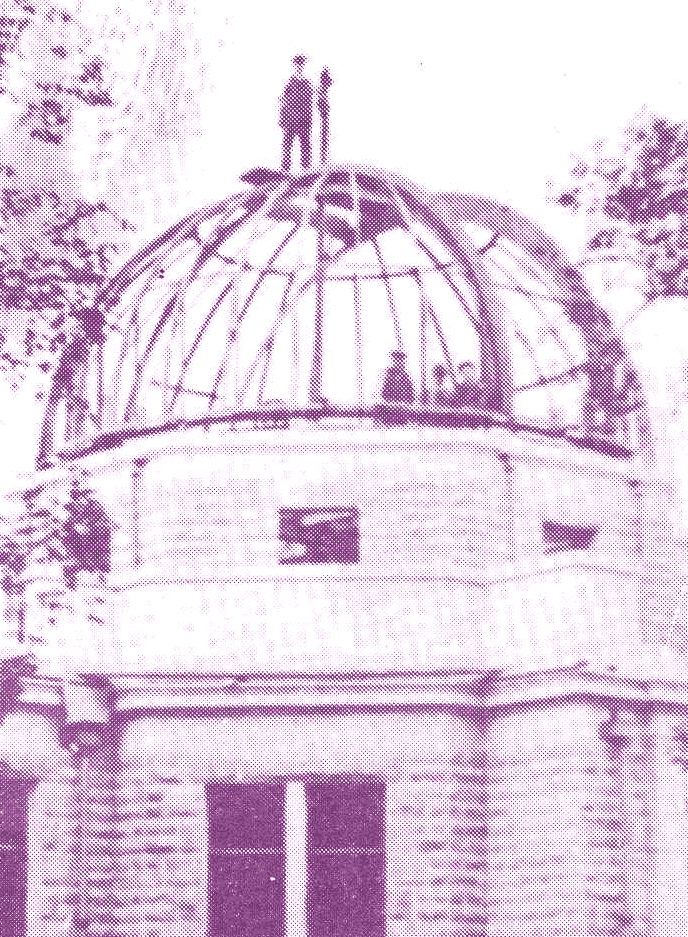
Edificio del Observatorio Mills en construcción

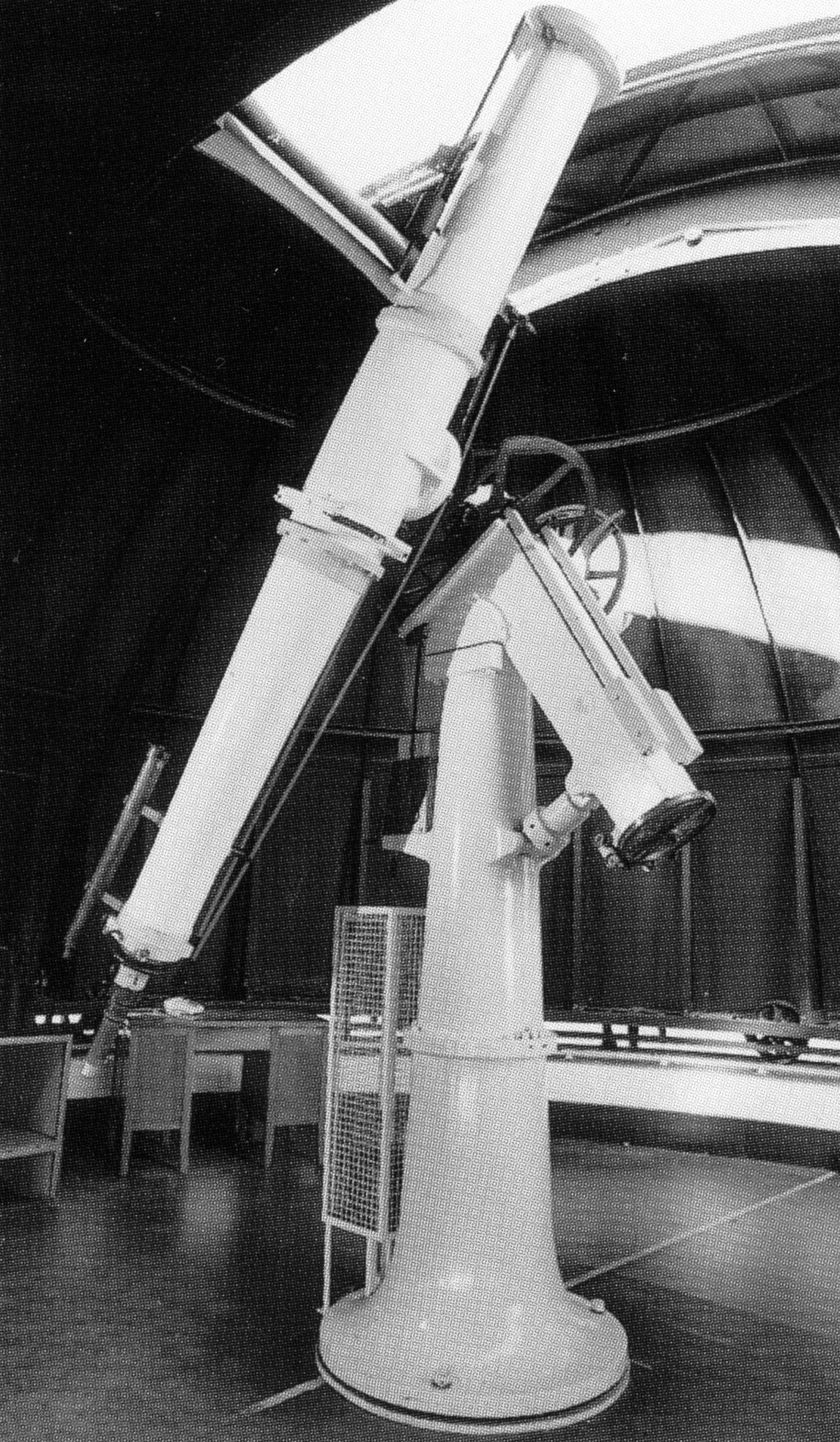
Telescopio refractor Cooke de 10" (254 mm)

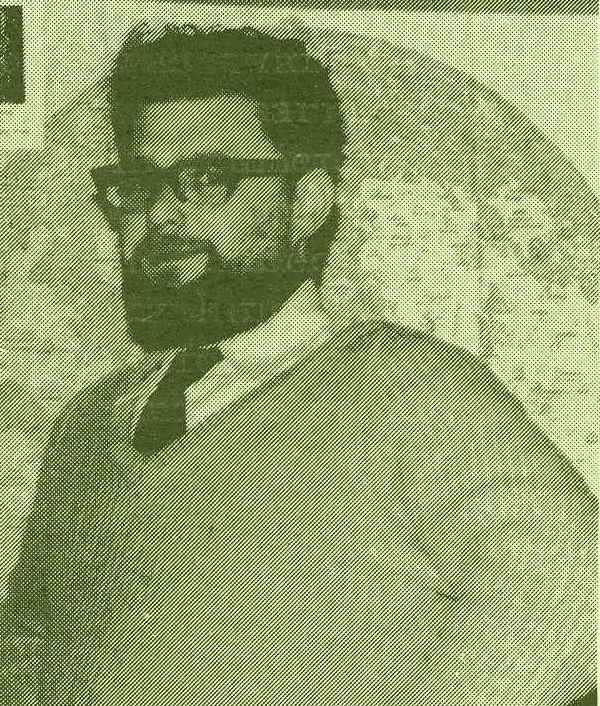
Harry Ford, conservador del Observatorio a partir de 1972, impulsó la modernización del centro, potenciando numerosas actividades de interés para los aficionados a la astronomía.

El observatorio tiene su origen en la labor filantrópica de John Mills (1806-1889), fabricante de cordelería de lino de la ciudad de Dundee y entusiasta astrónomo aficionado. Mills estaba influido por las ideas sobre astronomía y filosofía cristiana del reverendo Thomas Dick, quien defendía que cada ciudad debería tener parques y bibliotecas públicos, así como un observatorio público.
Mills construyó su propio observatorio privado en la colina de Dundee Law, equipado con un círculo meridiano y numerosos instrumentos de bronce fabricados por George Lowden.
A su muerte, dejó su legado al ayuntamiento de Dundee, con la voluntad de que se construyera un observatorio a disposición del público. El ayuntamiento pensó en ofrecer el dinero a la Universidad de Dundee, e incluso consultaron con el Real Observatorio de Greenwich sobre la viabilidad del proyecto. Finalmente, el requisito de que el observatorio fuera accesible al público distanció a las instituciones académicas, y llevó al ayuntamiento a gestionar el legado por su cuenta. Sin embargo, el proyecto previsto para construir el observatorio en la cumbre de Dundee Law, fue paralizado por el estallido de la Primera Guerra Mundial en 1914. Además, tras el final de la guerra, un monumento a los caídos acabó ocupando el lugar inicialmente reservado para el observatorio.
La depresión económica de los años 1930 revitalizó de nuevo el proyecto, enfocado como una inversión pública generadora de puestos de trabajo. Ralph Allen Sampson, Astrónomo Real de Escocia intervino como asesor, colaborando en la elección del emplazamiento en Balgay Hill, que se demostró muy acertada, tanto por sus buenas condiciones meteorológicas como por encontrarse muy cerca de Dundee (aunque con el paso del tiempo, comenzó a sufrir los habituales problemas de contaminación lumínica asociados al alumbrado nocturno de las ciudades).
El edificio de piedra arenisca fue diseñado por el arquitecto municipal de Dundee James MacLellan Brown, con el asesoramiento del astrónomo Ralph Allen Sampson, quien lo inauguró oficialmente el 28 de octubre de 1935.
Durante los días de verano, los visitantes podían contemplar el paisaje utilizando dos telescopios de cuatro pulgadas (102 mm) -que no se conservan-, adecuados para observaciones terrestres. En el domo, el telescopio original era un reflector newtoniano de 18 pulgadas (450 mm) accionado eléctricamente, fabricado por Grubb Parsons, empresa que también construyó la cúpula de papel maché sobre un armazón de acero, operada manualmente. Este material tan ligero ha resistido bien el paso de los años, necesitando tan solo pequeñas reparaciones en los bordes adyacentes al postigo de observación.
Durante el período de entreguerras se sucedieron diversas vicisitudes relacionadas con el personal que debía cuidar del observatorio por las noches, controlando el acceso del público tanto al propio observatorio como al parque. Durante la Segunda Guerra Mundial la instalación permaneció cerrada.
Tras el final de la guerra, se reinició su actividad, coincidiendo con el desarrollo por parte de la Universidad de Saint Andrews de un revolucionario telescopio reflector del tipo Schmidt Cassegrain de 37 pulgadas (950 mm), ideado por Erwin Finlay-Freundlich. Para la fabricación de un modelo de prueba a escala 1/2, se utilizó la montura del telescopio original de Mills. Tras diversos acuerdos, en los que medió el Astrónomo Real de Escocia William Greaves debido al malestar creado entre la prensa y entre los aficionados locales, el nuevo telescopio (más apropiado para la astrofotografía que para la observación visual) se acabó trasladando en 1952 a la Universidad de Saint Andrews, recibiendo en compensación el Observatorio Mills el actual telescopio refractor de 10 pulgadas (254 mm) en condición de préstamo mutuo. A pesar de la aparente pérdida en cuanto a potencia óptica, el refractor de 10 pulgadas resultó mucho más adecuado para su uso por el público que el reflector original de 18 pulgadas. Originalmente construido en 1871, fue propiedad de Walter Goodacre, presidente de la Asociación Astronómica Británica.
Durante las décadas posteriores, el observatorio ha mantenido su carácter de centro público y de difusión popular de la astronomía y de las misiones espaciales, combinándolo con algunas actividades científicas. Así, sus miembros participaron en el viaje programado en 1973 para contemplar un eclipse de Sol total en la costa de Mauritania, como parte de la expedición en el barco "Monte Umbe" organizada por la Asociación Astronómica Británica, cubierta para la B.B.C por Patrick Moore para el programa televisivo "The Sky at Night". Las fotografías obtenidas a raíz de este viaje integran una parte importante de los archivos de observatorio.

### Planetas menores
Mientras asistía a la Universidad de Saint Andrews, el astrónomo Robert H. McNaught fue un visitante regular del observatorio. En 1990 descubrió dos planetas menores, (6906) Johnmills y (6907) Harryford, cuyos nombres rinden tributo al observatorio.

## Instalaciones
El Observatorio Mills está operado por el Departamento de Ocio y Cultura de Dundee. Más de 10.000 personas al año visitan el observatorio y utilizan sus instalaciones. El acceso es libre y gratuito al observatorio y sus exhibiciones, con una pequeña tarifa para el público de los espectáculos del planetario.

## Galería de imágenes
|  |  |  |  |

|  |  |  |  |

### Otros observatorios públicos
- City Observatory, Edinburgo
- Coats Observatory, Paisley
- Airdrie Public Observatory